# Conqueror
" Conqueror " là đĩa đơn thứ tám do Aurora phát hành và là đĩa đơn thứ năm trong album All My Demons Greeting Me as a Friend. Bài hát được viết bởi Aurora, Geir Luedy, Odd Martin Skålnes và Magnus Skylstad và được sản xuất bởi Skålnes, Skylstad và Jeremy Wheatley. Ngày 15/1/2016 bài hát chính thức được phát hành trên toàn thế giới.

## Bối cảnh và bài hát
"Conqueror" là một bài hát Scandipop, synth-pop, và electropop với " nhịp trống lạch cạch xây dựng nên một đoạn điệp khúc hưng phấn". Aurora viết bài hát này vào năm 2013 cùng với một số thành viên trong ban nhạc của cô.
Cô nói: "Bài hát này khá kỳ lạ. Nó có sự tương phản quan trọng với tất cả các bài hát khác trong album của tôi - nó thực sự có một chút vui vẻ! Tôi đã viết nó cùng với một số thành viên ban nhạc của mình vào năm 2013 một lần. Nó chỉ để cho vui thôi, chúng tôi thậm chí còn không biết liệu có điều gì tốt đẹp sẽ xảy ra hay không!"
"'Conqueror' nói về một thế giới [mà] gần như đang sụp đổ xung quanh bạn và bạn đang tìm kiếm một kẻ chinh phục để cứu mình. Nhưng bạn đang tìm kiếm kẻ chinh phục ở một người khác, điều mà tôi nghĩ là [điều gì đó] bạn không nên làm vậy. Trước tiên, bạn nên tìm ra kẻ chinh phục trong chính mình và trở thành anh hùng của chính mình. Nếu bạn đứng vững thì bạn sẽ trụ được lâu hơn một chút."
Trong bộ phim tài liệu Once Aurora, cô bày tỏ sự không thích bài hát do nó mang hơi hướng nhạc pop quá mức. Tuy nhiên, trong một cuộc phỏng vấn năm 2021 với NME, cô ấy nói: "Bây giờ tôi thích bài hát hơn nhưng đã không phát trực tiếp nó trong 5 năm. Tôi đã dừng lại sau năm 2016 và nói, 'Tôi sẽ không bao giờ biểu diễn trực tiếp nó nữa. để chơi lại bài hát này – không bao giờ!'" Cô ấy nói, "Khi tôi bắt đầu lưu diễn trở lại, tôi sẽ bắt đầu chơi lại bài hát đó - bởi vì nó rất thú vị. Tôi chỉ cần nghỉ hát 5 năm thôi."

## Video âm nhạc
Video âm nhạc của bài hát được phát hành vào ngày 16 tháng 2 năm 2016. Video do Kenny McCracken đạo diễn.

## Biểu đồ
| Bảng xếp hạng (2016)                 | Vị trí cao nhất |
| ------------------------------------ | --------------- |
| Canada Rock (Billboard)              | 49              |
| Mexico Ingles Airplay (Billboard)    | 47              |
| Hoa Kỳ Alternative Songs (Billboard) | 32              |